# Drakobijci
Drakobijci byla série každoročně vydávaných antologií, které shromažďovaly nejlepší povídky z literární soutěže O železnou rukavici lorda Trollslayera . Ze soutěže vzešla řada dnes známých autorů jako například Vladimír Šlechta nebo Pavel Renčín. První sborník vyšel pod názvem Drakobijci, další knihy jsou odlišeny číslem (Drakobijci II., III.  atd.). Soutěž pořádá vydavatelství Straky na vrbě. První Drakobijci vyšli v roce 1999 jako první samostatná kniha vydavatelství. Křest proběhl na Gameconu 1999 a od té doby se každý svazek křtí na nějakém conu, několik posledních let na Miniconu (v roce 2008 Minicon-Knížkon v Městské knihovně v Praze).
V roce 2008 vyšel poslední sborník. Soutěž samotná byla přejmenována na Žoldnéře fantazie, nejlepší povídky vycházejí ve stejnojmenné sbírce.
Kromě samotných povídek Drakobijci obsahují doslov „Závěrečné mumlání“ (v každém vydání pojmenované jinak), který obsahuje informace o psaní pro začínající spisovatele.

## Pravidla soutěže
Soutěž hodnotí řada osobností – spisovatelé, šermíři, redaktoři a další. Hodnocení probíhá pyramidovým způsobem stejným jako u soutěže Cena Karla Čapka: každý porotce může udělit jedno první místo, dvě druhá, tři třetí atd. až do místa šestého. Každá pozice je ohodnocena určitým počtem bodů. Body se poté sečtou a z toho vznikne celkové hodnocení. V každém sborníku je uvedena přehledná tabulka všech účastníků.